# Globe (アルバム)
『globe』（グローブ）は、globeの1枚目のオリジナル・アルバム。1996年3月31日にavex globeから発売された。

## 背景
デビューシングル「Feel Like dance」から5thシングル「FREEDOM」までを収録したglobeのデビューアルバム。
初回限定盤のみ特殊プラスチックケース仕様のポスター型ブックレットとなっている。
小室哲哉は「僕の音楽活動の中で得たもの全てを投入しました。最初の0秒から57分03秒までアルバムのどこを切り取って聴いて頂いても、恥ずかしい所はありません」と断言するほどの自信を見せていた。
オリコンにおいて、初週（集計された日は発売日の3月31日のみ）と2週目でそれぞれ100万枚以上を売り上げ、発売2週目で売上200万枚を突破、5週目には300万枚を突破する。いずれも当時の最速記録である。また、2週目の売上としては歴代最高となる105万枚を記録している。1996年5月、当時オリコンにおけるアルバムの歴代最高売上記録を保持していたMr.Childrenの4thアルバム『Atomic Heart』の累積売上343万枚を突破して記録を更新する。1996年6月、日本レコード協会から4ミリオンの認定を受けた最初の作品となった。1997年2月にはオリコン史上初となるアルバムセールス400万枚を突破した。発売元のエイベックスによる売上枚数は1997年4月26日までの時点で455万枚。オリコン集計では413.6万枚で歴代アルバム売上7位、オリジナルアルバムに限れば日本歴代3位の売上記録となる。
第38回日本レコード大賞アルバム大賞受賞。
「GONNA BE ALRIGHT」「MUSIC TAKES ME HIGHER」はクラブ向けのリミックスを施したLP盤として発売する予定があり、実制作がされていたが発売はされなかった。
結成当初は世界展開を意識していたが、本作の制作と周囲からの反応は「日本市場に向けた20世紀の日本人の音楽」にメインコンセプトにする切っ掛けとなった。
アルバム制作中の段階で200万枚を超える注文が入ったため、小室はプロデューサーとして次に「どうすればCDショップがバックオーダーを取ってくれるか」ということを考えなければならず、そのことが「精神的にきつかった」と後年語っている。
2016年12月21日に96kHz/24bitのハイレゾリューションオーディオとして鈴木浩二の手によりリマスタリングされ、配信リリースされた。
2022年10月15日からは、新たに音楽サブスクリプションサービス・Apple Musicで、空間オーディオに対応したミックスでの配信が開始された。

## 録音
1996年2月末日の段階でリードシングル「FREEDOM」とアルバム用の楽曲が出来ていなかったため、軽井沢のスタジオで10日間スタジオに寝泊まりしながら、残りの楽曲を完成させた。その間は3人が同じ部屋にいながら、同じテーマを共有していた。閃きで浮かんだメロディを元に小室が仮歌を歌いながら曲を作っている間に、マーク・パンサーがラップ詞を集中的に15分で書いて、その間にKEIKOが小室の仮歌を聞きながら展開を覚えて、レコーディングに入ることを繰り返すことで楽曲のクオリティを作り込むことに集中し、曲順は最後の3日間でまとめた。合宿初日の夕食の際に小室はチーフ・マネージャーとして伊東宏晃を指名し、約2年間活動を共にした。
「GONNA BE ALRIGHT」「Always Together」を中心にRoland TR-808を全面に押し出している。
ギターを担当した松尾和博は「globeがどんなプロジェクトなのか」「どのパートでどんな音・ボーカル・ラップが入るか」を知らされていなかったため、「何も入れない状態で渡せない。採用されるかどうかわからないけど、とりあえず入れておけ」という思いから、即興で大量のテイクを部分別に録音した。

## 音楽性
全体の歌詞のテーマは「身近なことから世界的なことまで幅広い事柄」を対象にしている。
「ALL INSTRUMENTS EXCEPT GUITARS by TETSUYA KOMURO」はギター以外の全ての楽器・ドラム・ストリングスを小室がシンセサイザー・コンピューターを駆使して演奏したという意思表示であり、その手法の集大成が本作のテーマでもある。そこから派生して生まれたコンセプトは「最少人数のスタッフ、最少編成のパート、最先端の音作り」というものであり、その手法は視聴した石野卓球が「電気グルーヴと作り方が近かった」と驚いたという。小室は「ダンスミュージックという枠に拘らず、今ある音楽ジャンルを全て押し詰めこんだ結果、日本人としての血・ナショナリティが出てしまったかもしれない」と振り返っている。
「今までの評価に値するKEIKOの実力を引き出し、証明する」「日本人としてのメンタリティがあるマークが英語を歌うことで、外国語が生活の中に普通にあり、外国語に対して日本人だから劣っている訳ではないことを感じて欲しい」というメンバーのプロモーションの意味合いも込められているため、小室は「『2人はここまで表現出来るんだよ』というのを具象化できたアルバム」と振り返っている。

## アートワーク
アルバムジャケット・ライナーノーツ・プロモーション写真の撮影はサンタモニカの海辺と古いホテルで行われた。使用されたホテルは偶然にもTM NETWORKのプロモーション写真撮影で使用されたのと全く同じ場所だった。そこで小室は意図的にTMの時と同じホテルの入り口とその壁を背景に写真を撮った。撮影は朝から晩までかかった。
雰囲気は「自然体」「渋くておしゃれ」「シックで新しく」を志向した。
「コンパクトなCDだから、ポスターで包んでしまおう」という意向から、ポスターを広げると中からCDケースが現れる仕組みになった。梱包が手作業だったため、プレス工場からは泣きのクレームが入った。
本作のジャケットには小室が大きく写っているが、これについて小室は後年に「周囲のスタッフが過剰なほどに気を遣ってくれていた」「KEIKOという稀有なボーカリストの存在を広く知ってほしかったので、これ以降の作品では常にKEIKOが目立つヴィジュアル展開を心がけるようになった」と語っている。

## 批評
| 専門評論家によるレビュー | 専門評論家によるレビュー |
| レビュー・スコア         | レビュー・スコア         |
| 出典                     | 評価                     |
| ------------------------ | ------------------------ |
| CDジャーナル             | 肯定的                   |

音楽情報サイト『CDジャーナル』では、「KEIKOのエモーショナルでソウル風な歌い方を聴いた時には、ダンスやヒップホップという枠以上の奥深さを感じてしまった」と評されている。
三田格は、「時代を謳歌し、堪能している様な曲は1曲もない」「何故かYMOの『BEHIND THE MASK』が2度もモチーフとして顔を出している」「全体はアース・ウィンド・アンド・ファイアーやソフト・セルの作風を1986年頃のストック・エイトキン・ウォーターマン調にまとめたという感じ。特に『Regret of the Day』は『Secret Life』そのまんま」「ビーイングブームやDREAMS COME TRUEよりも派手に騒がれている気がするのは、サウンドプロダクションが生演奏ではないのにやたら売れたということが最大の理由なんでしょうか？」と評している。

## 収録曲
| 全作曲・編曲: 小室哲哉。 |                           |                      |            |      |
| #                        | タイトル                  | 作詞                 | 作曲・編曲 | 時間 |
| 1.                       | 「GIVE YOU」              | ‐                    | 小室哲哉   | 1:13 |
| 2.                       | 「Feel Like dance」       | 小室哲哉             | 小室哲哉   | 5:54 |
| 3.                       | 「GONNA BE ALRIGHT」      | 小室哲哉・RAP詞:MARC | 小室哲哉   | 5:04 |
| 4.                       | 「DEPARTURES」            | 小室哲哉             | 小室哲哉   | 5:24 |
| 5.                       | 「Regret of the Day」     | 小室哲哉・RAP詞:MARC | 小室哲哉   | 5:18 |
| 6.                       | 「Joy to the love」       | 小室哲哉             | 小室哲哉   | 4:15 |
| 7.                       | 「SWEET PAIN」            | 小室哲哉             | 小室哲哉   | 5:09 |
| 8.                       | 「Always Together」       | 小室哲哉・RAP詞:MARC | 小室哲哉   | 5:15 |
| 9.                       | 「Precious Memories」     | 小室哲哉             | 小室哲哉   | 6:15 |
| 10.                      | 「FREEDOM」               | 小室哲哉・MARC       | 小室哲哉   | 5:13 |
| 11.                      | 「MUSIC TAKES ME HIGHER」 | 小室哲哉・RAP詞:MARC | 小室哲哉   | 4:21 |
| 12.                      | 「LIGHTS OUT」            | -                    | 小室哲哉   | 3:36 |
| 合計時間:                | 合計時間:                 | 合計時間:            | 56:57      |      |

## 楽曲解説
1. GIVE YOU
インストゥルメンタルで、次曲「Feel Like dance」がサンプリングされている。
タイトルの由来は小室の「最初の1曲目は『globe』の『G』で始めたい」という意向からきた[2]。
レコーディング終了後の打ち上げ終了後に録った[17]。
小室のコーラスだけでも12回重ねていて、低音から高音へと順番で録音した。低音は小室自ら「うがいをしているような声」と称している[17]。
2. Feel Like dance
1stシングル。フジテレビ系ドラマ『ひとりにしないで』主題歌。
シングル盤の時点で、ミキシングを含めて何もかもが満足のいく仕上がりだったため、あえてシングル盤の内容をそのままに収録した[2]。
小室は「デビュー前から、制作スケジュールも、アイディアも、全てこの曲に注ぎ込んだ。アルバムの中で一番時間がかかった曲」と振り返っている[22]。
曲の冒頭に前曲のピアノの音が少し残っている。
3. GONNA BE ALRIGHT
全体のコンセプトは「ネオ歌謡曲」[17]。
音色のコンセプトは「4つ打ちじゃなくても楽しめる様に音数が少なく、キック・ベース・リズム・ピアノで構成されたシンプルな構成」を目指した[2]。
歌詞のテーマは悪ぶった時のKEIKOをイメージし[2]、「男女の関係のもつれ」「松本隆さんが松田聖子さんに描く様な『全てが輝いている男女の恋愛』『乙女心』とは真逆のものを描く」ことを志向し[23]、「姉さん女房的な主人公がダメ男に発破をかけてて、それでも順風満帆」というポジティブな内容を表現した[2]。
KEIKOには「下世話な感じで歌って」と指示し[2]、これを切っ掛けにKEIKOは生まれて初めてラップに挑戦した[7]。
小室は「潔く歌いきるのが大事で見事歌いきってくれた」と賞賛し、KEIKOは「先生、私の昔の恋愛見てました?」と突っ込んだ[17]。
4. DEPARTURES
4thシングル。JR東日本『JR ski ski キャンペーン』CMソング。
歌詞カード等に記載は無いもののアルバムヴァージョンであり、公式サイト内のディスコグラフィやCDの外装フィルムに貼られたシールには「(ALBUM MIX)」と表記されている[24]。
「アルバムの中の1曲に過ぎない」という意向から、シングル盤よりリズムを上げて頭のサビがカットされた[2]。また、シングル盤1曲目の「RADIO EDIT」では省かれていたマークのラップが追加されている。
小室は「アルバムの中で、一番歌録りに時間をかけた」と振り返っている[22]。
5. Regret of the Day
TOYOTA『サイノス』CMソング（本人出演）。CMではアレンジ・歌詞違い・キーが高いバージョンが使われた。
歌詞のテーマは小室は「皆で集まる機会をどうものにするか」[2]・マークは「ゲーム」「集まり」[22]。を表現した。
小室は「もし生音で制作したら、スプリームスの様なモータウンになっていたかもしれない」[2]「こんなポップなスタイルはglobeでは最初で最後」[12]と語っている。
KEIKOはソウルミュージックを意識し、「自分の力強い部分が出せた」とコメントした。周囲からは「演歌っぽい」と言われた[7]。
KEIKOは「一番歌いやすい曲だった」と振り返っている[22]。
6. Joy to the love
2ndシングル。TOYOTA『サイノス』CMソング（本人出演）。
KEIKOは「アルバムの中で歌うのが一番難しかったし、歌詞を理解するのも難しかった。『なぜ、“8回目”と“9回目”と“10回目”なのか』をいつも考えていた」と振り返っている[22]。
7. SWEET PAIN
3rdシングル。TDK『ミニディスク』CMソング（本人出演）。
歌詞カード等に記載は無いもののアルバムヴァージョンであり、CDの外装フィルムに貼られたシールには「(NEW VERSION)」と表記されている。
8. Always Together
テーマは「ヨーロッパの影・重さ・暗さ」としている[2]。
KEIKOは中々ボーカル用のメロディを覚えられず、覚え直すのに時間がかかった。KEIKOは「小室さんがピアノで合わせて歌う時は歌えるけど、バックトラックに合わせようとすると、また間違えて覚えたメロディを歌ってしまい、その度にお互い『またかよ…』と思いながら小室さんのピアノで覚え直すのを何回も繰り返していた」と振り返っている[22]。
9. Precious Memories
ピアノを弾いていたら、30分～1時間で歌詞まで出来た[2]。
歌詞のテーマは「女性なら理解してもらえる世界」[2]「渋谷の交差点をカフェから見下ろした時」[12]としていて、どの年代の女性にも共感してもらえる様に意識した[22]。
KEIKOは「『純粋に歌が好きだ』という気持ちを出せた曲」と振り返り、最後のサビは個人的な感情も入ってしまったが、それでOKが出た時には喜んだ[7]。
10. FREEDOM
5thシングル。KDDCMソング。
歌詞カード等に記載は無いもののアルバムヴァージョンであり、CDの外装フィルムに貼られたシールには「(NO EDITED)」と表記されている。
11. MUSIC TAKES ME HIGHER
TDK『AD2』CMソング（本人出演）。本アルバムのCMには同曲のPVスポットが使われた。
音色のコンセプトは「GONNA BE ALRIGHT」と同じノウハウを使用した[2]。
アルバム全体のバランスをとる意味で入れた。オルガン・シンセ・ベース・ドラムで構成されている[2]。
1996年1月下旬にメンバー3人はロサンゼルスに行き、本作のCMで流れるバージョンを制作した。夜9時に楽曲を作り、同時に歌詞もできた。夜中の1時に最初にマークが歌って、次にKEIKOが歌って、最後に3人でコーラスを録った。終わったのが夜中の3時だった[18]。
CMバージョンの歌録りが終わった次の日にCMの撮影が行われた。場所はロサンゼルスの汚い倉庫だった。CMを制作した監督が気持ちいい程に腕が良くて、全て1回きり・ワンカットOKで終わり、小室は「もういいの?今のでOKなんですか!?」と念押しして確認した[18]。
小室は「globeはアルバム1枚で終わるユニットじゃない。いずれはみんなでライブツアーやパフォーマンスをする日が来る」ことを想定して制作した[12]。
12. LIGHTS OUT
インストゥルメンタル。
小室は「始めて自分の表現しようとすることが、他の楽器を絡めずにピアノだけで出来た曲」[2]「音よりも、タイトルを決めるのに時間がかかった」[22]「足元にも及ばないですけど、キース・ジャレットのフレーバーを一瞬でも、自分が感じることが出来たら」[12]と評している。

## クレジット

### レコーディングメンバー
- 小室哲哉 : All Instruments (Except Guitars)
- 松尾和博 : Guitar
- Synthesizer Programming : 村上章久

### スタッフ
- Produced : 小室哲哉
- Mixed : Dave Ford
- Recorded : 若公俊広, 鯖瀬敏秋, 松村茂, 根本直明
- Mastered : 上田佳子
- Executive Produced : 松浦勝人
- General Produced : 林真司
- A&R : 柳和実
- Art Direction, Design : Tycoon Graphics
- Photography : NAKA

## カバー
- いずれも、「#globe20th -SPECIAL COVER BEST-」に収録されている。

| 楽曲                  | アーティスト | 備考                 |
| --------------------- | ------------ | -------------------- |
| 「Feel Like dance」   | 小室哲哉     | ピアノソロ           |
| 「DEPARTURES」        | HYDE         |                      |
| 「Joy to the love」   | AAA          |                      |
| 「SWEET PAIN」        | lol          |                      |
| 「Precious Memories」 | 坂本美雨     | 徳澤青弦プロデュース |
| 「FREEDOM」           | Da-iCE       |                      |

## リリース履歴
| No. | 日付          | レーベル      | 規格     | 規格品番    | 最高順位 | 備考                                                                                               |
| --- | ------------- | ------------- | -------- | ----------- | -------- | -------------------------------------------------------------------------------------------------- |
| 1   | 1996年3月31日 | avex globe    | CD       | AVCG-70001  | 1位      | |
| 1   | 1997年5月21日 | avex globe    | MD       | AVYG-72002  | 1位      | |
| 2   | 2012年3月21日 | avex infinity | CD       | AQCD-50694  |          | 「マスターピース・シリーズ」。期間限定生産廉価盤、紙ジャケット仕様                                 |
| 3   | 2017年3月15日 | avex globe    | 音楽配信 | ANTCD-21662 |          | 各収録曲のインスト版を追加収録した配信限定のデラックス・エディション。ハイレゾ版もリリースされた。 |